# Beemer
Beemer è un comune degli Stati Uniti d'America, situato nello Stato del Nebraska, nella Contea di Cuming.